# Francis Ayume
Francis Joash Ayume (* 18. August 1940 in Leiko, Distrikt Arua; † 16. Mai 2004 in Nakasongola) war ein ugandischer Jurist und Politiker.

## Werdegang
Ayume besuchte das King’s College in Budo, graduierte 1967 an der Universität von Ostafrika in Rechtswissenschaften und wurde im selben Jahr Staatsanwalt. Ab 1977 war er zudem Dozent am Law Development Centre und der Makerere-Universität in Kampala. Seit 1996 war er Parlamentsmitglied für den Stadtbezirk Koboko im Distrikt Arua und Minister für Bauwesen und Raumplanung von 1996 bis 1998. Im Anschluss wurde er Staatsminister im Präsidialamt.
Zwischen 1999 und 2001 hatte er das Amt des Parlamentspräsidenten inne. In dieser Funktion führte seine Entscheidung am 1. Juli 1999, das Durchführungsgesetz zum Verfassungsreferendum im folgenden Jahr trotz nicht ausreichender Zahl anwesender Abgeordneter verabschieden zu lassen, zu einer politischen Krise in Uganda, in deren Folge das Gesetz durch den Verfassungsgerichtshof wieder aufgehoben wurde.
2001 übernahm er als Nachfolger von Bart Magunda Katureebe das Amt des Attorney General (Justizminister und Generalstaatsanwalt). In dieser Funktion vertrat er auch Uganda vor dem Internationalen Gerichtshof in Den Haag während der Verhandlungen über die Aggressionen ugandischer Truppen im zweiten Kongokrieg.

## Tod
Am 16. Mai 2004 starb Ayume bei einem Verkehrsunfall.
| Personendaten    | Personendaten                             |
| ---------------- | ----------------------------------------- |
| NAME             | Ayume, Francis                            |
| ALTERNATIVNAMEN  | Ayume, Francis Joash (vollständiger Name) |
| KURZBESCHREIBUNG | ugandischer Jurist und Politiker          |
| GEBURTSDATUM     | 18. August 1940                           |
| GEBURTSORT       | Leiko, Distrikt Arua                      |
| STERBEDATUM      | 16. Mai 2004                              |
| STERBEORT        | Nakasongola                               |